# Vuelo 141 de UTAGE
El vuelo 141 de UTA fue un vuelo internacional regular de pasajeros operado por la aerolínea regional guineana Union des Transports Africains de Guinée ("UTA" o "UTAGE"), que volaba de Conakry a Dubai con escalas en Benín, Libia y Líbano. El 25 de diciembre de 2003, el Boeing 727-223 que operaba el vuelo chocó contra un edificio y se estrelló contra la ensenada de Benín mientras se dirigía a despegar de Cotonú, matando a 141 personas. El accidente del vuelo 141 fue el accidente más mortífero en la historia de la aviación de Benín.
La investigación concluyó que el accidente se debió principalmente a una sobrecarga. Sin embargo, posteriormente también reveló una enorme incompetencia dentro de la aerolínea, particularmente en su peligrosa cultura de seguridad. El problema había pasado desapercibido tras fallos entre las autoridades y una mayor incompetencia en la supervisión de la gestión provocó que el avión estuviera sobrecargado. Múltiples factores, incluida la corta pista de Cotonú y la gran demanda de pasajeros en la ruta, también contribuyeron al accidente.
En cuanto al resultado de la investigación, se instó al gobierno de Guinea a crear reformas y regulaciones sobre las autoridades de aviación civil del país. La BEA francesa, comisión encargada de la investigación, también había instado a la OACI a examinar las disposiciones relativas a la vigilancia de la seguridad y se pidió a la FAA estadounidense y a la EASA europea que apoyaran la creación de un sistema autónomo de cálculo del peso y el centrado a bordo de cada avión.